# Manilkara butugi
Manilkara butugi är en tvåhjärtbladig växtart som beskrevs av Emilio Chiovenda. Manilkara butugi ingår i släktet Manilkara och familjen Sapotaceae. Inga underarter finns listade i Catalogue of Life.